# Meistriliiga 2023
In 2023 werd het 33e seizoen van de Meistriliiga afgewerkt en duurde van 3 maart tot en met 11 november. Regerend kampioen was FC Flora Tallinn en werd in 2023 voor de vijftiende keer in haar geschiedenis kampioen van de competitie. 
In 2022 was Harju JK Laagri gepromoveerd uit de Esiliiga, de club was voor het eerst actief op het hoogste niveau. Echter degradeerde de club na het seizoen 2023 terug naar het tweede niveau. Ten opzichte van het seizoen van 2022 was alleen TJK Legion gedegradeerd naar het tweede niveau. Ondanks een tiende plaats van Pärnu JK Vaprus, was die club niet genoodzaakt te degraderen. TJK Legion kon de financiën voor het seizoen van 2023 niet op orde krijgen en was zodoende genoodzaakt te degraderen naar de Esiliiga.
Elke club speelde 36 wedstrijden in totaal. Dat houdt in dat de clubs 4 onderlinge wedstrijden afwerkten.
Dit was het eerste seizoen dat de bond (EJL) gebruik maakte van de VAR (Video Assistent Referee).

## Deelnemende clubs
| Club            | Plaats     | Stadion                   | P 2022  |
| --------------- | ---------- | ------------------------- | ------- |
| FCI Levadia     | Tallinn    | A. Le Coq Arena           | 2e      |
| Flora Tallinn   | Tallinn    | A. Le Coq Arena           | 1e      |
| Harju JK Laagri | Laagri     | Laagri kunstmurustaadion  | 1e (EL) |
| Kuressaare      | Kuressaare | Kuressaare linnastaadion  | 5e      |
| Narva Trans     | Narva      | Narva Kreenholmi Staadion | 7e      |
| Nõmme Kalju     | Tallinn    | Hiiu staadion             | 4e      |
| Paide           | Paide      | Paide linnastaadion       | 3e      |
| Kalev Tallinna  | Tallinn    | Kalevi Keskstaadion       | 8e      |
| Tammeka         | Tartu      | Tamme Staadion            | 6e      |
| Vaprus          | Pärnu      | Pärnu Rannastaadion       | 10e     |

## Tussenstanden
| pos | club          | gs | w  | g  | v  | pnt | dv | dt | ds  |
| --- | ------------- | -- | -- | -- | -- | --- | -- | -- | --- |
| 1.  | Flora         | 36 | 23 | 10 | 3  | 79  | 74 | 24 | +50 |
| 2.  | Levadia       | 36 | 22 | 11 | 3  | 77  | 67 | 24 | +43 |
| 3.  | Kalev         | 36 | 14 | 11 | 11 | 53  | 49 | 41 | +8  |
| 4.  | Paide         | 36 | 13 | 12 | 12 | 53  | 50 | 34 | +16 |
| 5.  | Nõmme Kalju   | 36 | 12 | 13 | 11 | 49  | 50 | 42 | +8  |
| 6.  | Vaprus        | 36 | 12 | 12 | 12 | 48  | 41 | 42 | -1  |
| 7.  | Kuressaare    | 36 | 12 | 7  | 17 | 43  | 36 | 60 | -24 |
| 8.  | Narva Trans   | 36 | 12 | 2  | 21 | 38  | 32 | 64 | -32 |
| 9.  | Tammeka Tartu | 36 | 5  | 12 | 19 | 27  | 33 | 65 | -32 |
| 10. | Harju         | 36 | 5  | 8  | 23 | 23  | 27 | 61 | -34 |

### Legenda
| Kleur | Kwalificatie voor                                              |
| ----- | -------------------------------------------------------------- |
|       | Kampioen van Estland: Groepsfase UEFA Champions League 2024/25 |
|       | Play-offronde UEFA Europa Conference League 2024/25            |
|       | Play-off wedstrijden voor degradatie naar Esiliiga             |
|       | Degradatie naar Esiliiga                                       |

## Statistieken

### Topscorers
| N° | Speler               | Club        | DP |
| -- | -------------------- | ----------- | -- |
| 1. | Tristan Koskor       | Narva Trans | 16 |
| 2. | Konstantin Vassiljev | Flora       | 14 |
| 3. | Mollo Bessala        | Levadia     | 13 |
| 4. | Sergei Zenjov        | Flora       | 12 |
| 5. | Ernest Agyiri        | Levadia     | 11 |

Voor het laatst bijgewerkt op 02-11-2023
Nationale competities:
Albanië · Andorra · Armenië · België · Bosnië en Herzegovina · Bulgarije · Cyprus · Denemarken · Duitsland · Engeland · Estland ('22 '23) · Faeröer ('22 '23) · Finland ('22 '23) · Frankrijk · Gibraltar · Griekenland · Hongarije · IJsland ('22 '23) · Ierland ('22 '23) · Israël · Italië · Kazachstan ('22 '23) · Kroatië · Letland ('22 '23) · Litouwen ('23 '23) · Luxemburg · Malta · Moldavië · Montenegro · Nederland · Noord-Ierland · Noord-Macedonië · Noorwegen ('22 '23) · Oekraïne · Oostenrijk · Polen · Portugal · Roemenië · Rusland · San Marino · Schotland · Servië · Slovenië · Slowakije · Spanje · Tsjechië · Turkije · Wales · Zweden ('22 '23) · Zwitserland
Europese competities: Super Cup 2022 · Champions League · Europa League · Conference League